# Mweileh
Mweileh (tiếng Ả Rập: مويلح) là một ngôi làng Syria nằm ở phó huyện Al-Saan ở huyện Salamiyah, Hama. Theo Cục Thống kê Trung ương Syria (CBS), Mweileh có dân số 225 trong cuộc điều tra dân số năm 2004.